# Nederländernas Grand Prix 1952
Nederländernas Grand Prix 1952 var det sjunde av åtta lopp ingående i formel 1-VM 1952. Detta var det första F1-loppet som kördes i Nederländerna. 

## Resultat
- 1 Alberto Ascari, Ferrari, 8+1 poäng
- 2 Nino Farina, Ferrari, 6
- 3 Luigi Villoresi, Ferrari, 4
- 4 Mike Hawthorn, Leslie Hawthorn (Cooper-Bristol), 3
- 5 Robert Manzon, Gordini, 2
- 6 Maurice Trintignant, Gordini
- 7 Duncan Hamilton, HWM-Alta
- 8 Lance Macklin, HWM-Alta
- 9 Chico Landi, Escuderia Bandeirantes (Maserati)[1]
- = Jan Flinterman, Escuderia Bandeirantes (Maserati)[1]

### Förare som bröt loppet
- Ken Wharton, Frazer-Nash-Bristol (76, hjullager)
- Stirling Moss, ERA (73, motor)
- Dries van der Lof, HWM-Alta (70, för få varv)
- Ken Downing, Ken Downing (Connaught-Francis) (27, oljetryck)
- Charles de Tornaco, Ecurie Francorchamps (Ferrari) (19, motor)
- Paul Frère, Ecurie Belge (Simca-Gordini-Gordini) (15, koppling)
- Jean Behra, Gordini (10, elsystem)
- Jan Flinterman, Escuderia Bandeirantes (Maserati)[2] (7, differential)
- Gino Bianco, Escuderia Bandeirantes (Maserati) (4, drivaxel)